# Chañaral Airport
Chañaral Airport är en flygplats i Chile.   Den ligger i provinsen Provincia de Chañaral och regionen Región de Atacama, i den norra delen av landet, 800 km norr om huvudstaden Santiago de Chile. Chañaral Airport ligger 29 meter över havet.
Terrängen runt Chañaral Airport är huvudsakligen kuperad, men västerut är den platt. En vik av havet är nära Chañaral Airport västerut. Runt Chañaral Airport är det mycket glesbefolkat, med 2 invånare per kvadratkilometer.. 
Trakten runt Chañaral Airport är ofruktbar med lite eller ingen växtlighet.